# Symplocos ecuadorensis
Symplocos ecuadorensis är en tvåhjärtbladig växtart som beskrevs av Elbert Luther Little. Symplocos ecuadorensis ingår i släktet Symplocos och familjen Symplocaceae. Inga underarter finns listade i Catalogue of Life.